# غوبينثان راماشاندرا
غوبينثان راماشاندرا (15 ديسمبر 1989 بكوانتان في ماليزيا - ) هو لاعب كرة قدم ماليزي في مركز جناح ‏. شارك مع منتخب ماليزيا لكرة القدم. أما مع النوادي، فقد لعب مع نادي سلاغور ونادي بهانغ ‏.

## وصلات خارجية
- غوبينثان راماشاندرا على موقع قاعدة بيانات كرة القدم.إي يو (الإنجليزية)
- غوبينثان راماشاندرا على موقع Soccerway.com (الإنجليزية)